# Брикмениј Флоксикур
Брикмениј Флоксикур (фр. Briquemesnil-Floxicourt) насеље је и општина у североисточној Француској у региону Пикардија, у департману Сома која припада префектури Амјен.
По подацима из 2011. године у општини је живело 169 становника, а густина насељености је износила 22,99 становника/km². Општина се простире на површини од 7,35 km². Налази се на средњој надморској висини од 115 метара (максималној 126 m, а минималној 53 m).

## Демографија
| 1962. | 1968. | 1975. | 1982. | 1990. | 1999. | 2011. |
| ----- | ----- | ----- | ----- | ----- | ----- | ----- |
| 134   | 136   | 143   | 173   | 182   | 153   | 169   |

График промене броја становника у току последњих година